# بیشول یسرائیل
بیشول یسرائیل یک اصطلاح عبری در مورد قانون کشروت است که از ممنوعیت غذایی که به صورت کامل توسط غیریهودیان (جنتیلها) تولید شده باشد صحبت می‌کند. معنوی لغوی بیشول یسرائیل آشپزی توسط اسرائیل است که در مقابل بیشول آکوم یا بیشول گوئیم (آشپزی غیریهود) قرار دارد.
این قانون یکی از قوانینی است که در تلمود توسط ربیها برای جلوگیری از ازدواج بین یهودی و جنتیل ایجاد شد. این ممنوعیت فقط در موردی است که تمامی غذا توسط یک جنتیل تولید شده باشد و تنها کمک کمی توسط یک یهودی غذا را کوشر می‌کند. ربیهای مختلف دارای نظرات مختلفی در مورد مینیمم کمک یک یهودی برای کوشر شدن غذا بودند. بیشتر ربیها تنها کمک کمی نظیر روشن کردن آتش را برای کوشر شدن غذا کافی میدانند.
این قانون تنها به غذاهایی اعمال می‌شود که برای خوردن پخته می‌شوند و غذاهایی که به صورت خام مصرف می‌شوند اگر به صورت کامل توسط جنتیلها ایجاد شوند در صورتی که از مواد کوشر تهیه شده باشند کوشر هستند. ابن میمون فیلسوف یهودی اعتقاد دارد که این قانون برای جلوگیری از دعوت شدن یهودیان به خانه جنتیلها برای صرف غذا که ممکن است باعث ازدواج یهودی و جنتیل شود ایجاد شده بوده است.